# فيل بيج
فيل بيج (بالإنجليزية: Phil Page)‏ هو لاعب كرة قاعدة أمريكي، ولد في 23 أغسطس 1905 في سبرينغفيلد في الولايات المتحدة، وتوفي بنفس المكان في 27 يوليو 1958.

## وصلات خارجية
- فيل بيج على موقعبيزبول رفرنس.كوم (الدوري الرئيسي) (الإنجليزية)
- فيل بيج على موقعبيزبول رفرنس.كوم (الدوري الثانوي) (الإنجليزية)